# Eremo di Ripatonna Cicognina
Ripatonna Cicognina, conosciuto anche come Chiusa del Vescovo, è un eremo situato nella campagna di Ischia di Castro. Risale al XI secolo e rimase in attività per gran parte del XVII secolo.
L'eremo è scavato in una parete di tufo che si affaccia sul fiume Olpeta, un affluente del fiume Fiora.

## Origine del nome
Il nome di quest’eremo fa riferimento alla rotondità ("tonna") della valle e dei suoi versanti (le "ripe") e alla presenza di molteplici cicogne, oggi sostituite da aironi cenerini.

## Romitorio
L'eremo è ricavato da quelle che in precedenza erano tombe etrusche o un grande colombario di epoca romana ed era dedicato a S. Antonio Abate, il principale patrono di tutti gli eremiti.
Il complesso rupestre è sviluppato in più piani, con ambienti disposti a schiera. Le camere presentano numerose nicchie scavate nella roccia, utilizzate per riporre oggetti di uso quotidiano.
Nel primo locale, a circa due metri e mezzo da terra, si trova un incavo parallelo al pavimento dove era fissata una pavimentazione in legno che divideva il primo piano dal secondo. Al suolo ci sono piccole cavità sagomate utilizzate probabilmente per conservazione degli alimenti. Le scale che portano ai piani superiori sono inutilizzabili a causa dell'erosione dovuta agli agenti atmosferici.
Proseguendo si trova una parete in cui è scolpita una croce forse templare seguita da una grande croce in rilievo. In un muro è incisa la data 1614, l’anno in cui il vescovo di Castro venne eletto vescovo di Parma e consacrò la chiesa di San Rocco.
Sul pavimento di una stanza è situato un pozzo usato per la conservazione del grano; gli altri locali erano utilizzati come depositi e ripostigli. Successivamente dopo uno stretto corridoio si arriva a una piccola stanza in cui era posizionato un letto; la finestrella della stanza si affaccia sul bosco e il fiume sottostanti. Sembra che questa fosse l’unica stanza residenziale dell’eremo: gli altri religiosi probabilmente alloggiavano in alcuni locali a valle ormai distrutti.
All’esterno è riconoscibile lo spazio che era dedicato all’orto con la sorgente che alimentava la fontana.

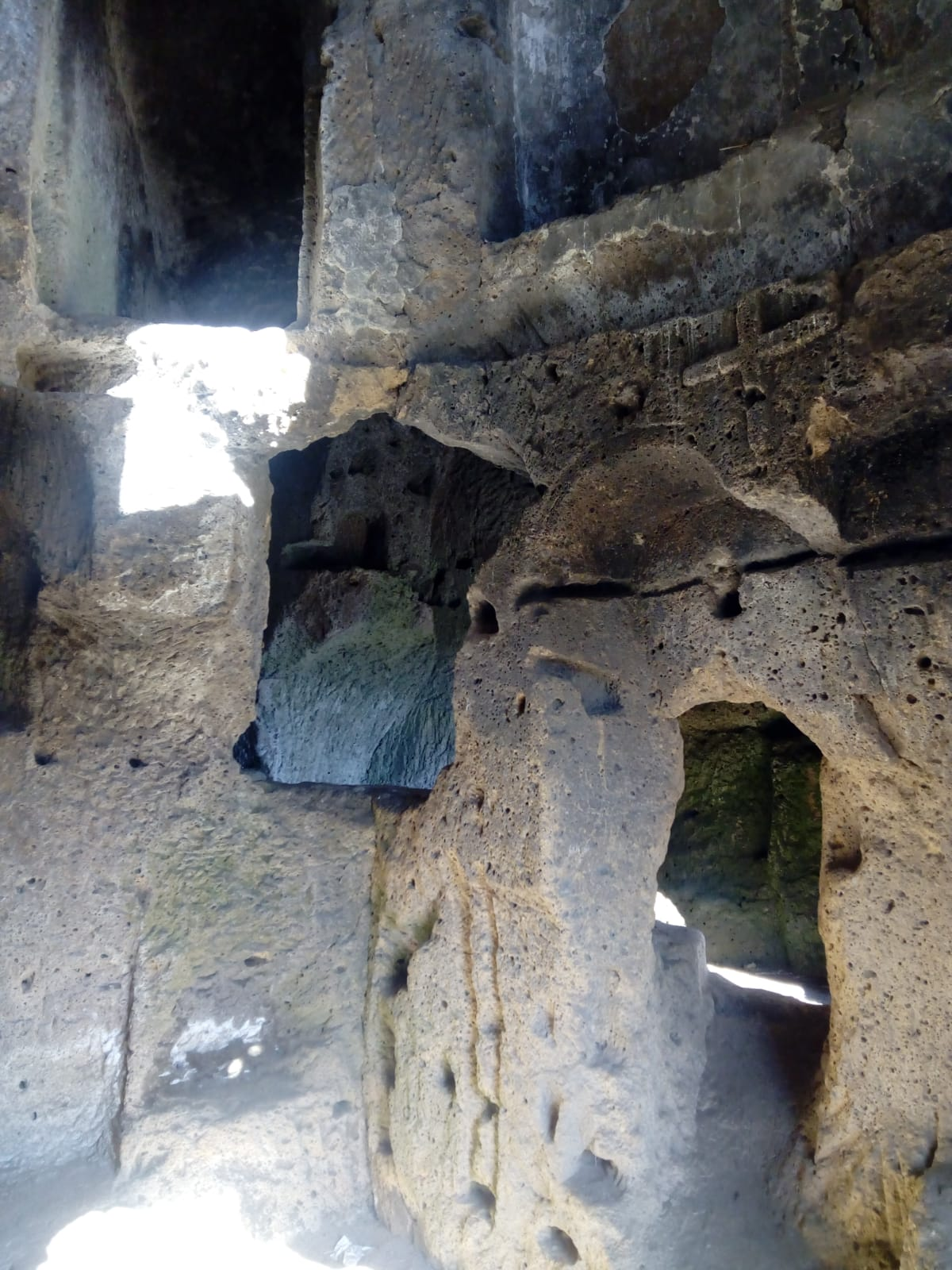
Esempio di locale dell'eremo

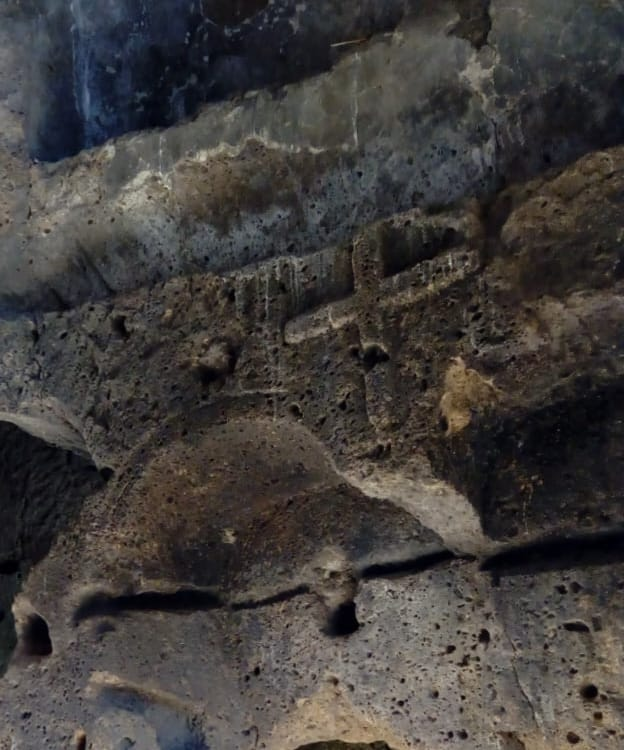
Croce in rilievo

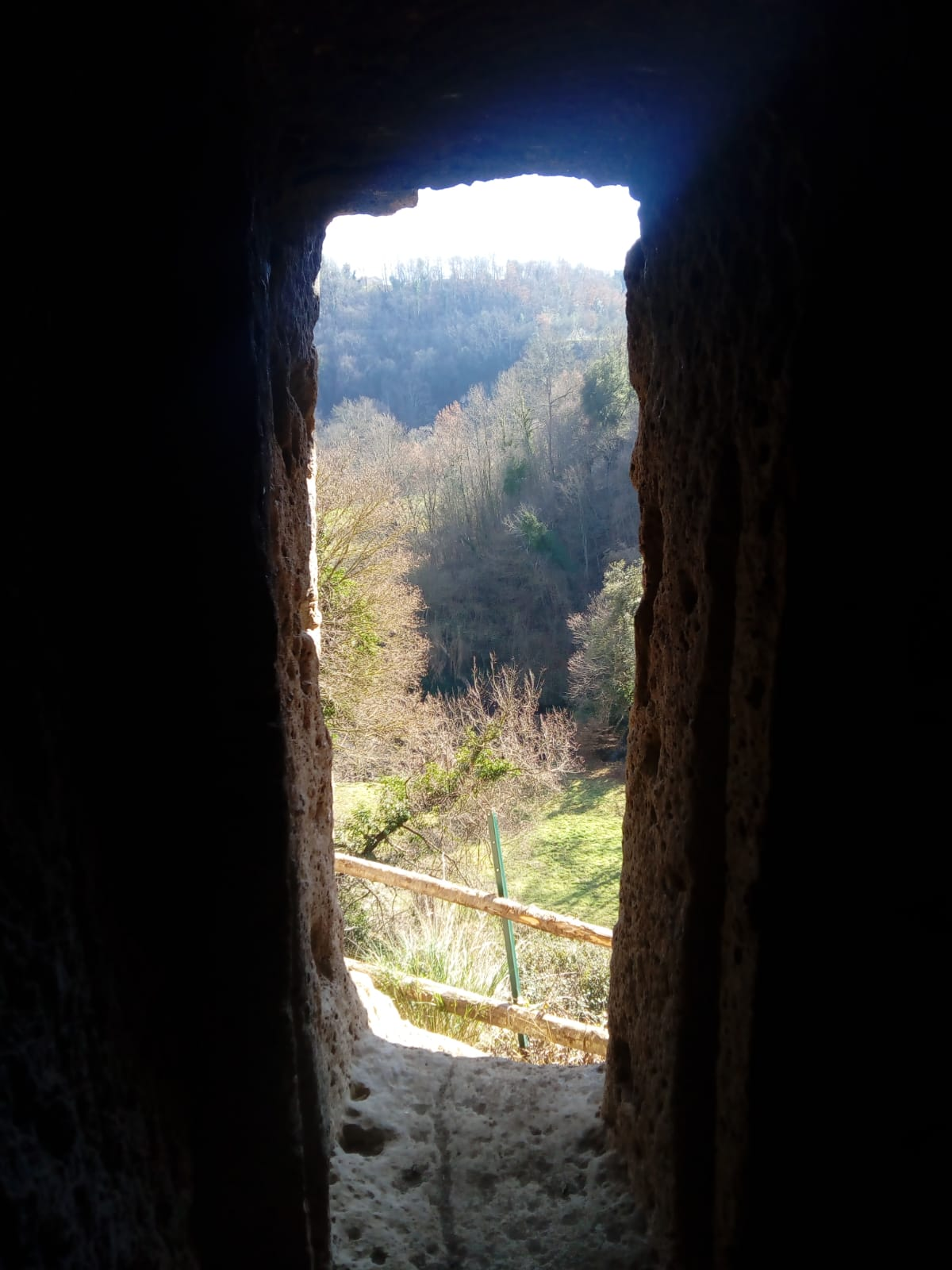
Una finestra dell'eremo

## Chiesa
La chiesa, collegata al complesso come tutte le altre stanze, presenta un soffitto con volta a botte e tracce di affreschi del XV sec. rappresentanti S. Antonio, riconoscibile dalla campanella che tiene nella mano sinistra e dal bastone a T nell’altra mano, e un Santo vescovo. Davanti all’altare si trova una fossa scavata sul pavimento: le sue dimensioni fanno pensare che vi sia stato seppellito un eremita.